# Ragazze audaci
Ragazze audaci (Playgirl) è un film del 1954 diretto da Joseph Pevney.

## Trama
Phyllis, una bella ragazza di provincia, giunge a New York nella speranza di diventare famosa. Qui trova ospitalità presso Fran, una vecchia amica, e non passa molto tempo perché un fotografo, Tom, la noti e la ingaggi per lavorare in un fotoromanzo. Poco dopo, l'uomo intreccia una relazione con lei. Quando tutto sembra andare per il meglio entra in scena l'editore della rivista che pubblica il fotoromanzo, un uomo in attesa di divorzio che vorrebbe fare di Phyllis la sua amante. Come se non bastasse, l'editore è già l'amante di Fran, la quale si rode dalla gelosia. Credendo che la sua ragazza lo tradisca, Tom la lascia. Fran perde la testa e minaccia l'amica e l'amante. Accidentalmente uccide proprio quest'ultimo. Phyllis ha perso tutto, lavoro e amore, e finisce per diventare l'amante di un poco di buono in affari con la malavita. Scoperto l'infelice destino della ragazza, Fran tenta di salvare l'amica, ma proprio in quel momento sopraggiungono dei gangster che feriscono Phyllis. Temendo che questa non possa farcela, Fran chiama Tom. Quando questi sopraggiunge, Fran tenta di convincerlo dell'innocenza di Phyllis.